# Communauté de communes Les Cheires
La communauté de communes Les Cheires est une ancienne communauté de communes française, située dans le département du Puy-de-Dôme en région Auvergne-Rhône-Alpes.

## Histoire
Le projet de schéma départemental de coopération intercommunale (SDCI) du Puy-de-Dôme, dévoilé le 5 octobre 2015, proposait la fusion de la communauté de communes des Cheires (moins une commune) avec Allier Comté Communauté et Gergovie Val d'Allier Communauté. La commune du Vernet-Sainte-Marguerite rejoindrait une intercommunalité composée de dix-neuf communes (plus une commune du Cantal à l'adoption du SDCI) venant s'ajouter à la communauté de communes du Massif du Sancy.
Aussi, la nouvelle intercommunalité serait composée de 28 communes, dont dix en zone de montagne, pour une population avoisinant les 40 000 habitants.
Adopté en mars 2016, le SDCI confirme ce périmètre.
La nouvelle structure intercommunale issue de la fusion des trois communautés de communes porte le nom de « Mond'Arverne Communauté », à la suite de l'arrêté préfectoral du 1er décembre 2016.

## Territoire communautaire

### Géographie
La communauté de communes Les Cheires est située en périphérie de l'agglomération clermontoise, au sud de Clermont-Ferrand. Elle jouxte Clermont Auvergne Métropole au nord-est et les communautés de communes de Gergovie Val d'Allier Communauté à l'est, Couze Val d'Allier au sud-est, Puys et Couzes au sud, Massif du Sancy au sud-ouest et Rochefort-Montagne à l'ouest. Elle constitue l'une des neuf intercommunalités du pays du Grand Clermont.
Le territoire communautaire possède un seul accès autoroutier, par l'échangeur 5 de l'autoroute A75, situé à l'extrême est, sur la commune du Crest. Les axes routiers principaux sont :
- la route départementale 5, reliant l'ouest de l'agglomération clermontoise (Saint-Genès-Champanelle) au nord au massif du Sancy en direction de Murol et de Besse-et-Saint-Anastaise au sud ; sur le territoire communautaire, elle traverse les communes d'Aydat et du Vernet-Sainte-Marguerite ;
- la route départementale 213, située en quasi-intégralité sur la communauté de communes, reliant Orcet et le sud de l'agglomération clermontoise à Aydat et au col de la Ventouse ;
- la route départementale 2089, anciennement route nationale 89, axe reliant Lyon et Clermont-Ferrand à Bordeaux. Sur le territoire communautaire, elle passe à deux reprises, à Varennes (lieu-dit de Chanonat) et à Aydat (au franchissement du col de la Ventouse).

### Composition
Elle regroupe onze communes, toutes administrativement rattachées à l'arrondissement de Clermont-Ferrand, aux cantons avant redécoupage en mars 2015 de Saint-Amant-Tallende ou de Veyre-Monton ; après cette date, des Martres-de-Veyre ou d'Orcines.
| Nom                          | Code Insee | Gentilé        | Superficie (km2) | Population (dernière pop. légale) | Densité (hab./km2) |
| ---------------------------- | ---------- | -------------- | ---------------- | --------------------------------- | ------------------ |
| Saint-Amant-Tallende (siège) | 63315      | Saint-Amantois | 4,97             | 1 775 (2014)                      | 357                |
| Aydat                        | 63026      | Aydatois       | 50,22            | 2 294 (2014)                      | 46                 |
| Chanonat                     | 63084      | Chanonatois    | 12,70            | 1 633 (2013)                      | 129                |
| Cournols                     | 63123      | Cournolais     | 10,76            | 237 (2014)                        | 22                 |
| Le Crest                     | 63126      | Crestois       | 6,84             | 1 308 (2014)                      | 191                |
| Olloix                       | 63259      | Olloisiens     | 11,92            | 318 (2014)                        | 27                 |
| Saint-Sandoux                | 63395      | Sandoliens     | 9,84             | 935 (2014)                        | 95                 |
| Saint-Saturnin               | 63396      | Saturninois    | 16,86            | 1 118 (2014)                      | 66                 |
| Saulzet-le-Froid             | 63407      | Saulzetois     | 28,21            | 262 (2014)                        | 9,3                |
| Tallende                     | 63425      | Tallendais     | 5,99             | 1 552 (2014)                      | 259                |
| Le Vernet-Sainte-Marguerite  | 63449      | Vernetois      | 25,03            | 306 (2014)                        | 12                 |

### Démographie
| 1968  | 1975  | 1982  | 1990  | 1999  | 2008   | 2013   |
| ----- | ----- | ----- | ----- | ----- | ------ | ------ |
| 5 592 | 5 885 | 7 165 | 8 188 | 9 582 | 11 247 | 11 686 |

| Hommes | Classe d’âge | Femmes |
| ------ | ------------ | ------ |
| 0,4    | 90 ans ou +  | 0,9    |
| 5,6    | 75 à 89 ans  | 7,5    |
| 15,8   | 60 à 74 ans  | 15,3   |
| 22,8   | 45 à 59 ans  | 23,1   |
| 21,7   | 30 à 44 ans  | 21,9   |
| 12,8   | 15 à 29 ans  | 12,4   |
| 21     | 0 à 14 ans   | 18,9   |

| Hommes | Classe d’âge | Femmes |
| ------ | ------------ | ------ |
| 0,5    | 90 ans ou +  | 1,5    |
| 7      | 75 à 89 ans  | 10,6   |
| 16     | 60 à 74 ans  | 16,6   |
| 20,8   | 45 à 59 ans  | 20,1   |
| 19,5   | 30 à 44 ans  | 18,1   |
| 19     | 15 à 29 ans  | 17,5   |
| 17,1   | 0 à 14 ans   | 15,6   |

## Administration

### Siège
La communauté de communes siège à Saint-Amant-Tallende.

### Les élus
La communauté de communes est gérée par un conseil communautaire composé de 37 membres représentant chacune des communes membres.
Ils sont répartis comme suit :
| Nombre de délégués | Communes                                                        |
| ------------------ | --------------------------------------------------------------- |
| 6                  | Aydat                                                           |
| 5                  | Saint-Amant-Tallende                                            |
| 4                  | Chanonat, Le Crest, Tallende                                    |
| 3                  | Saint-Sandoux, Saint-Saturnin                                   |
| 2                  | Cournols, Olloix, Saulzet-le-Froid, Le Vernet-Sainte-Marguerite |

### Présidence
En 2014, le conseil communautaire a élu son président, Serge Touret (conseiller municipal de Saint-Amant-Tallende), et désigné six vice-présidents :
| No | Identité             | Qualité                                   | Délégation                             |
| -- | -------------------- | ----------------------------------------- | -------------------------------------- |
| 1  | Jean-Henri Pallanche | adjoint au maire de Saint-Sandoux         | Affaires économiques                   |
| 2  | Serge Proust         | adjoint au maire de Chanonat              | Aménagement du territoire              |
| 3  | Nathalie Guillot     | adjointe au maire de Saint-Amant-Tallende | Action sociale et solidarité           |
| 4  | Gérard Perrodin      | maire du Crest                            | Vie locale, jeunesse et communication  |
| 5  | Patrick Pellissier   | maire de Saulzet-le-Froid                 | Développement durable et mutualisation |
| 6  | Christian Rongeron   | conseiller municipal d'Aydat              | Tourisme                               |

### Compétences
L'intercommunalité exerce des compétences qui lui sont déléguées par les communes membres.
Deux compétences sont obligatoires pour les communautés de communes :
- actions de développement économique et touristique :
  - développement économique (création et gestion d'un multiple rural au Vernet-Sainte-Marguerite, valorisation d'établissements industriels, commerciaux ou artisanaux, actions de promotion et d'animation),
  - développement touristique (stratégies de développement touristique, mise en œuvre de la politique de plan local et des programmes locaux),
  - gestion des zones d'activités économiques de Tallende et de Saint-Saturnin ;
- aménagement de l'espace communautaire :
  - élaboration des schémas de cohérence territoriale et de secteur,
  - mise en œuvre de la politique de pays,
  - création et réalisation de zones d'aménagement concerté (Tallende et Saint-Saturnin),
  - numérisation du cadastre, mise en place d'un système d'information géographique.

Elle a fait le choix de quatre compétences optionnelles :
- politique du logement et du cadre de vie : logement social en faveur des personnes défavorisées, programme local de l'habitat, etc.
- protection et mise en valeur de l'environnement et soutien aux actions de maîtrise de la demande en énergie : collecte et traitement des déchets ménagers et assimilés, gestion des milieux aquatiques, aménagement et gestion des gorges de la Monne et du plateau de la Serre, études préalables concernant la maîtrise de l'énergie et le développement des énergies renouvelables ;
- création, aménagement et gestion de parcs de stationnement d'intérêt communautaire : aire de la Jonchère ;
- construction, entretien et fonctionnement d'équipements culturels et sportifs, d'équipements de l'enseignement pré-élémentaire et élémentaire.

La compétence facultative est la suivante :
- action sociale et services à la population : maintien des personnes âgées à domicile, politique enfance et jeunesse, médiathèques, etc.

### Régime fiscal et budget
La communauté de communes applique la fiscalité professionnelle unique. En excluant Le Vernet-Sainte-Marguerite, elle possède un potentiel fiscal par habitant de 85,89 euros, inférieur à la moyenne des communautés de communes du département (198,51 euros).
Les taux d'imposition votés en 2015 étaient les suivants : taxe d'habitation 10,25 %, foncier bâti 1,69 %, foncier non bâti 13,54 %, cotisation foncière des entreprises 23,91 %.